# Mimasyngenes icuapara
Mimasyngenes icuapara là một loài bọ cánh cứng trong họ Cerambycidae.